# Надаржинський Тимофій Васильович
Тимофій Васильович Надаржинский — духівник Петра I і його дружини Катерини, родоначальник роду Надаржинских, що володіли 5000 душ у Тростянць та його околицях.

## Біографія
Один з численних малоросів, які зробили блискучу кар'єру в Російській церкві початку XVIII століття, Надаржинский служив спочатку священиком, а потім протоієреєм в селі Тростянці Охтирського повіту. Сучасники характеризують його як «людей міцної статури» і «мисливця до гарячих напоїв».
Чутка про достоїнства Надаржинского дійшла до Петра I, який закликав його в 1703 р. в Москву. З цього часу він перебував у званні протоієрея придворного Благовіщенського собору і государева духівника. Він невідлучно перебував при імператорі, супроводжуючи його в усіх походах і подорожах, включаючи європейський вояж 1717 року.
Перебуваючи у Парижі Надаржинский був запрошений на вечерю до герцога Рішельє, де той дав йому в співрозмовники одного субтильного абата з шанованого дворянського роду, який після четвертої пляшки повалився під стіл, між тим як російський священик «дивився на це падіння з геройським презирством».
Государ дуже цінував свого духівника і щедро його нагороджував. Між іншим, йому були подаровані государів портрет для носіння на грудях, всипаний діамантами, берег Москви-ріки біля Кам'яного мосту і маєток Тростянець, де його синами був збудований Цілий двір.
Після смерті свого покровителя Надаржинский залишався духівником імператриці Катерини і тільки після її смерті в 1728 р. пішов у свій Тростянець. Сімейне горе, смерть улюбленого сина, скоро змусило його вступити в Охтирський Троїцький монастир, де він прийняв схиму з ім'ям Товія. Помер Надаржинский в 1729 році. Похований в Троїцькій церкві Охтирського монастиря, побудованої на його кошти. Поетична епітафія на його могилі займає рядків 230 і вважається найдовшою в російській літературі.

## Доля спадщини
Карновіч вважав Надаржинского першим в російській історії багатієм із середовища білого духовенства. Єдина його онука Олександра Тимофіївна успадкувала 5000 душ родового маєтку. Коли їй минуло 13 років, то законність її народження став заперечувати її двоюрідний брат Кондратьєв, який розраховував на те, що, усунувши таким чином Надаржинскую, він сам отримає полагавшееся їй спадщину. Державін розповідає, що в захист малолітньої виступив харківський просвітитель Каразін, сподіваючись в разі виграшу запропонувати себе їй в женихи. У листі до Олександра I він просив доручити розгляд справи «сговоренной його нареченої» Надаржинской Лагарпу і Державіну. Першого вже не було тоді в Петербурзі, а другий підтримав законність народження Надаржинской.
Наречена, однак, вирішила Каразіну блискучого кавалергарда Олексія Корсакова. У 1832 році їх дочка Софія Корсакова вийшла заміж за князя Василя Голіцина, який успадкував багату тростянецьку садибу.